# Mary Beth Ruskai
Mary Beth Ruskai (* 26. Februar 1944 in Cleveland, Ohio; † 27. September 2023 in Vermont) war eine US-amerikanische mathematische Physikerin.

## Biografie
Ruskai studierte am Notre Dame College in Cleveland Chemie mit dem Bachelor-Abschluss 1965 und wurde 1969 an University of Wisconsin-Madison in Physikalischer Chemie bei John Edward Harriman promoviert (The N-Representability Problem). Im selben Jahr erwarb sie dort den Master-Abschluss in Mathematik. Als Post-Doktorandin war sie 1969 bis 1971 Battelle Fellow an der Universität Genf und 1971/72 am MIT tätig. Von 1973 bis 1976 war sie Assistant Professor in der Mathematikfakultät der University of Oregon. Ab 1977 lehrte sie an der University of Massachusetts auf deren Campus in Lowell (damals noch University of Lowell), ab 1982 als Associate Professor und ab 1986 als Professor. 2002 ließ sie sich dort emeritieren und war 2003 bis 2013 mit einer Forschungsprofessur an der Tufts University am Institute for Quantum Computing. Von 2011 bis 2016 war sie Associate am Institute for Quantum Computing der University of Waterloo.
Längere Aufenthalte als Gastwissenschaftlerin führten sie an die University of Alberta, die Rockefeller University, die Universität Wien, das Courant Institute of Mathematical Sciences at NYU in New York, Georgia Tech und die TU Berlin. Sie war NSF Visiting Professor an der University of Michigan, Flora Stone Mather Visiting Professor an der Case Western Reserve University, E.T.S. Walton Visitor am Dublin Institute of Technology und Benjamin Meaker Visiting Professor an der University of Bristol. Außerdem war sie in den 1970er und 80er Jahren mehrfach als Beraterin an den AT&T Bell Laboratories in Murray Hill tätig.
In ihrer gesamten Laufbahn setzte sich Ruskai für Frauen in Mathematik und Naturwissenschaften ein und publizierte dazu mehrere Veröffentlichungen.
Zu ihren Hobbys gehörten Bergwandern und Skilanglauf.
Mary Beth Ruskai starb am 27. September 2023 in ihrem Haus in Vermont.

## Forschungsschwerpunkte
1981 bewies sie (wie auch unabhängig Israel Michael Sigal), dass es eine Maximalanzahl von Elektronen gibt, die ein Kern an sich binden kann. Das ist auch als Satz von Ruskai und Sigal bekannt. 1972 bewies sie mit Elliott Lieb die starke Subadditivität für Quanten-Entropie (der Satz ist wichtig in der Quanteninformationstheorie). Später befasste sie sich selbst mit Quanteninformationstheorie und organisierte dazu verschiedene Konferenzen (wie 2010 am Mittag-Leffler-Institut).

## Ehrungen
Sie war Fellow der American Association for the Advancement of Science (1992), der American Mathematical Society (2013), der American Physical Society (2019) und der Association for Women in Mathematics (2022).
Das Fachjournal Letters in Mathematical Physics stellte posthum im Dezember 2023 ein „Special Issue Honoring Mary Beth Ruskai (topical collection)“ zusammen.
Die Edge Foundation stiftete aus Ruskais Nachlass erstmals 2024 den Mary Beth Ruskai Research Fund for Women, zwei jährlich zu vergebende Stipendien für Nachwuchs-Mathematikerinnen.

## Veröffentlichungen (Auswahl)

### Bücher
- Wavelets and their applications. Jones and Bartlett Publishers, Boston 1992, ISBN 978-0-86720-225-0.
- Elliott H. Lieb, Michael Loss, Mary Beth Ruskai: Inequalities: selecta of Elliott H. Lieb. Springer, Berlin; New York 2002, ISBN 978-3-540-43021-6.

### Fachartikel
- Elliott H. Lieb, Mary Beth Ruskai: Proof of the strong subadditivity of quantum-mechanical entropy. In: Journal of Mathematical Physics. Band 14, Nr. 12, 1. Dezember 1973, ISSN 0022-2488, S. 1938–1941, doi:10.1063/1.1666274.
- Mary Beth Ruskai: Inequalities for quantum entropy: A review with conditions for equality. In: Journal of Mathematical Physics. Band 43, Nr. 9, 1. September 2002, ISSN 0022-2488, S. 4358–4375, doi:10.1063/1.1497701.
- Michael Horodecki, Peter W. Shor, Mary Beth Ruskai: Entanglement Breaking Channels. In: Reviews in Mathematical Physics. Band 15, Nr. 06, August 2003, ISSN 0129-055X, S. 629–641, doi:10.1142/S0129055X03001709.
- Mary Beth Ruskai, Jon Yard: Local additivity revisited. In: Journal of Mathematical Physics. Band 64, Nr. 3, 1. März 2023, ISSN 0022-2488, doi:10.1063/5.0079780.

### Artikel zu Gender und Naturwissenschaften
- Mary Beth Ruskai: Guest Comment: Are there innate cognitive gender differences? Some comments on the evidence in response to a letter from M. Levin. In: Am. J. Phys. Band 59, Nr. 1, Januar 1991, S. 11–14 (archive.org [PDF; abgerufen am 22. Mai 2024]).
- Mary Beth Ruskai: A Mathematician’s Perspective. In: Barbro Grevholm, Gila Hanna (Hrsg.): Gender and Mathematics Education: An IMCI Study in Stiftsgarden Akersberg in Höör, Sweden, 1993. Lund University Press, 1995, S. 386–389.
- Mary Beth Ruskai: Are ‘Feminist Perspectives’ in Mathematics and Science Feminist? In: Paul R. Gross, Norman Levitt, Martin W. Lewis (Hrsg.): The Flight from Science and Reason. New York Academy of Sciences, 1997, S. 437–442 (archive.org [PDF; abgerufen am 22. Mai 2024]).
- Mary Beth Ruskai: A Few Bad Guys in the Lab Can Cause Women a Lot of Harm. In: New York Times. 11. Juni 2015 (archive.org). (Contribution requested by NY Times for its Room for Debate discussion on Sexism in Science, 11. Juni 2015).